# Mangistan

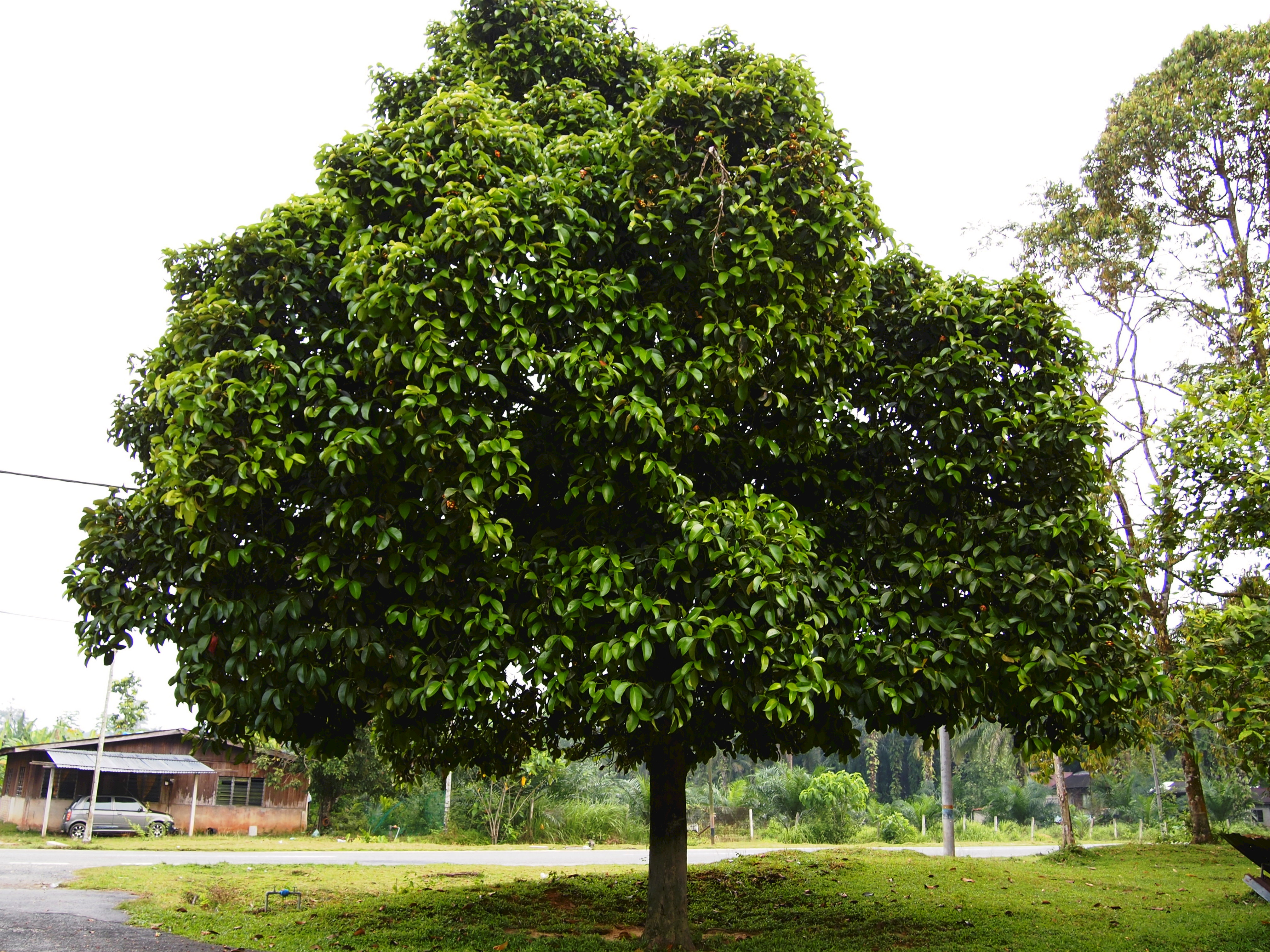
Mangistanboom

De mangistan (Garcinia mangostana, andere benamingen zijn mangosteen, mangostan, mangoestan, manggis, manggistan, mangestang) is een soort uit de plantenfamilie Clusiaceae.

## Boom
De mangistan is een tot 25 m hoge, groenblijvende, langzaamgroeiende boom met een dichte piramidale kroon en een donkerbruine tot zwarte, schilferige schors. Het binnenste gedeelte van de bast bevat een geelachtig latex. De takken groeien steeds uit de oksels van tegenoverstaande bladeren, zodat de boom symmetrisch is vertakt. De bladeren zijn 9-25 × 4,5-13 cm groot, ovaal, gaafrandig en puntig. Van boven zijn de bladeren glanzend olijfgroen en van onderen lichtgroen en dof. Op korte, dikke stelen groeien de 5 cm grote bloemen, solitair of in paren aan de toppen van scheuten. De boom draagt gewoonlijk pas na 15 jaar twee tot drie keer per jaar vruchten.
De tanninerijke schil van de vrucht en de tanninerijke schors van de boom kan worden gebruikt voor het looien van leer of als medicijn tegen dysenterie. Het donkerbruine, harde, zware hout is van goede kwaliteit.
De soort komt van nature voor in Zuidoost-Azië en wordt in neerslagrijke gebieden van India tot Australië gekweekt. Ook is hij steeds vaker te vinden in tropisch Afrika en Amerika.

## Vrucht
De mangistan is een bes met een diameter van 3-8 cm, waaraan een krans van vier houtige kelkbladeren behouden blijft. De bes heeft een tot 1,5 cm dikke, stevige, taaie, leerachtige tot houtige, gladde schil, die volrijp donker purperbruin tot roodviolet van kleur is.
Onder de schil zit een krans van vier tot acht dikke, zachte, sappige, sneeuwwitte zaadmantels. Van de zaadmantels bevatten er één tot vijf, een vlak zaad, maar er zijn ook zaadloze vruchten. De zaadmantels van de rijpe vrucht eet men rauw, waartoe men de vrucht overdwars insnijdt en openklapt. Ze zijn zoetzuur van smaak. De mangistan is maar kort houdbaar; ze schimmelt snel binnenin.

## Trivia
- De vrucht wordt ook wel de "koningin van de vruchten" genoemd.
- Een Chinees bijgeloof wil dat mangistans met vier zaadmantels geluk brengen.